# 311-я стрелковая дивизия
311-я стрелковая дивизия — стрелковое соединение РККА Вооружённых Сил СССР в Великой Отечественной войне. Прошла боевой путь от Вятки до Эльбы.
- Не следует путать с Кировской дивизией народного ополчения, сформированной из жителей Кировского района Ленинграда, которая в 1941 году действовала на том же участке фронта в составе той же 48-й армии[1]. Полное действительное наименование, по окончании Великой Отечественной войны — 311-я стрелковая Двинская Краснознамённая ордена Суворова дивизия.

## История
Стрелковая дивизия формировалась в Кирове по Постановлению Государственного комитета обороны от 19 июля 1941 года № ГКО-207сс «О формировании новых дивизий». 1067-й стрелковый полк формировался в Кирове, 1071-й стрелковый полк и 595-й отдельный сапёрный батальон формировались в Котельниче, 1069-й стрелковый полк — в Слободском. Личный состав дивизии набирался из гражданских лиц среднего возраста, не владевших оружием, и прошёл подготовку по сокращённой программе с 20 июля по 10 августа 1941 года (без оружия). Командиром дивизии был назначен начальник Черкасского пехотного училища И. С. Гогунов, который сформировал некоторые спецподразделения частично из курсантов своего училища, а также Львовского пехотного училища, переведённого в Киров.
В составе 17 железнодорожных эшелонов направлена на фронт, разгружалась 14 — 16.08.1941 года на станциях Чудово, Бабино Новгородской области, платформа Трегубово. На подъезде к Чудово и при разгрузке эшелоны подвергались бомбёжке с воздуха, в результате части дивизии имели потери в живой силе, вооружении и военной технике.
17.08.1941 передовые части дивизии вступили в боевое соприкосновение с передовыми частями 21-й пехотной дивизии вермахта. 18.08.1941 стрелковые полки, не успев занять оборону, приняли боевое крещение у деревень Трегубово, Михалёво, ударом с воздуха были рассеяны авиацией противника, понесли большие потери и беспорядочно отступили, заняв рубеж по берегу реки Кересть, который удерживали остатками своих сил вместе с 151-м полком НКВД, прибывшим из Ленинграда. К исходу дня 20.08.1941 оставили Чудово и заняли оборону севернее железной дороги Кириши — Мга. За четыре дня обороны Чудова дивизия понесла потери 8234 человек убитыми и пропавшими без вести. Согласно боевому донесению, к 25 августа 1941 года от каждого стрелкового полка (3000 чел.) осталось около роты бойцов (150—200 чел.). 25 августа штаб дивизии, находившийся в деревне Тушин Остров, был расстрелян из немецких штурмовых орудий, но сумел отойти, потеряв часть штабных работников убитыми и пропавшими без вести. 26 и 27 августа остатки дивизии вели бои за переправу на реке Тигоде, разделяющей Новгородскую и Ленинградскую область. Под ударами противника 30 августа дивизия оставила Кириши и удерживала рубеж по реке Оломна. Здесь дивизия была дополнена пятью маршевыми батальонами и получила приказ Маршала Советского Союза Г. И. Кулика о наступлении.
В сентябре 1941 года на укомплектование 855-го артиллерийского полка, потерявшего свои артиллерийские орудия под Чудовом, пущен 481-й гаубичный артиллерийский полк 128-й стрелковой дивизии, отступавший от западной границы СССР и сумевший сохранить большую часть своих орудий.
В первые дни сентября 1941 года пополненная дивизия вместе с приданным ей 119-м отдельным танковым батальоном вступила в бои за районный центр Новые Кириши (бывшую деревню Сольцы Киришского района, которую не следует путать с районным центром Сольцы под Новгородом, ныне — урочище Новые Кириши, так называемое «костяное поле»). В первой декаде сентября 1941 года посёлок Новые Кириши был отбит 311-й и 292-й стрелковыми дивизиями при огневой поддержке 881-го корпусного артиллерийского полка. Дивизия удерживала Новые Кириши до 28 октября 1941 года, когда группа армий «Север» предприняла новое наступление для соединения с финнами на реке Свирь.
В октябре — ноябре 1941 года, оставив деревни Бор, Андреево, Шелогино, дивизия отступала вдоль реки Волхов по её левому берегу на север. В ночь с 19 на 20 октября 1941 года 1067-й стрелковый полк переправился с западного на восточный берег Волхова и действовал в составе группы Биякова, но к 30 октября полк вернулся обратно в составе 15 «активных штыков». К 09.11.1941 дивизия находилась на рубеже Теребочево — Хотово, войска противника вновь перешли в наступление на Волхов, дивизия отошла севернее, в район деревни Морозово, южнее Волхова, где 14.11.1941 года в связи с крайним истощением человеческих и материальных ресурсов была сменена на позициях частями 3-й гвардейской дивизии, отведена в армейский резерв на станцию Мурманские ворота севернее Волхова и пополнена свежими силами.
25.11.1941 года в срочном порядке, в связи с прорывом вражеских частей, части дивизии на станции Волховстрой посадили в воинские поезда и отправили на ж. д. станцию Войбокало с задачей вести разведку и занимать деревни Опсало — Овдокало — Падрила и наступать на юг в направлении деревень Большая и Малая Влоя. Имея в стрелковых полках по 200—300 активных штыков, дивизия при поддержке нескольких танков Т-34 122-й танковой бригады, в составе ударной группы вместе с 80-й стрелковой дивизией и 6-й бригадой морской пехоты перешла в наступление на совхоз «Красный Октябрь» и село Шум и к 17.12.1941 освободила эти населённые пункты, разгромив части 506-го пехотного полка 291-й пехотной дивизии вермахта. На плечах отступающего противника 311-я стрелковая дивизия вошла в населённые пункты Большая и Малая Влоя, Мемино, Лаховы, Гатика, Дуплево, Бабино, в каждом из них захватывая богатые трофеи. Продолжая преследование противника, передовые части дивизии вышли на железную дорогу Кириши — Мга, превращённую противником в сильно укреплённый оборонительный рубеж.
По приказу командующего 54-й армии И. И. Федюнинского стрелковые полки 311-й дивизии, без своих тылов и артиллерии, к 27-28.12.1941 с боем проникли в тыл Киришской группировки противника, имея боевую задачу отрезать отход противника из Киришей к Чудову, в дальнейшем наступать в направлении станции Ирса. Однако другим частям 54-й армии (198-й сд и 115-й сд) пробиться через линию фронта и развить наступление не удалось, хотя такие попытки продолжались до середины января. В результате 311-я дивизия оказалась во вражеском окружении без снабжения. В это время весь личный состав дивизии голодал, время от времени получая лишь водку и сухари, доставляемые носильщиками через линию фронта. Были съедены все обозные лошади, причем, по воспоминаниям выживших фронтовиков, без соли в виде сырого мяса. Из-за многочисленных случаев дизентерии, опухания (безбелкового отёка) и обморожений дивизия активных боевых действий вести не могла. Получив приказ командования, через болото Соколий Мох дивизия остатками сил вышла 26.01.1942 в район деревни Бабино на соединение с Красной Армией и вынесла на себе всю материальную часть (миномёты, стрелковое оружие, средства связи). Потери за время рейда в тыл противника с 30.12.41 по 26.01.1942 составили: 202 человек убитыми, 299 ранеными, 48 обмороженными. От физического истощения и упадка сил погибло 15 человек. Всего за время боевого похода заболело и эвакуировано 104 человека.
C 16 февраля 1942 года дивизия совместно с подразделениями 11-й и 198-й стрелковых дивизий, при поддержке 124-й танковой бригады атаковала немецкие позиции за деревней Погостье, и в дальнейшем ведёт бои в том же районе, так, с 17 марта 1942 года перешла в наступление на Зенино при поддержке батальона 124-й танковой бригады, 20 марта 1942 года заняла населённый пункт. 25 марта 1942 года, вновь с танками 124-й танковой бригады, ведёт боевые действия севернее Кондуя, 26 — 28 марта 1942 года — западнее Кондуя, начала продвижение в направлении дороги Кондуя-Смердынь, с 7 апреля по 11 апреля 1942 года, отбросив вражеские войска к Макарьевской пустыни, безуспешно пытается развить наступление и была отведена в резерв.
С 22-24.07.1942 года участвует в Синявинской операции, наступая в районе Поречья, однако также безуспешно.
В ходе Операции «Искра» с 10 февраля 1943 года 311-я стрелковая дивизия участвовала в наступлении 54-й армии в районе Смердыни. Несмотря на то, что командование 54-й армии сосредоточило до 80 орудий и миномётов на километр фронта, в ходе полуторачасовой артиллерийской подготовки вражеская оборона была не подавлена, и в первый день наступления наши войска не смогли даже подняться в атаку. «Когда на второй день после повторной артиллерийской и авиационной подготовки 198-я и 311-я стрелковые дивизии со 124-й танковой бригадой перешли к переднему краю обороны, то увидели перед собой совершенно целый двухметровый бревенчатый забор, состоявший из двух стен, заполненных землей. Чтобы сделать проходы, пришлось пустить в дело орудия прямой наводки и саперов.». Во время дальнейшего наступления под Смердыней дивизия за пять дней наступления с 10 по 15 февраля включительно понесла потери 1020 убитых и 1991 раненых, а 21 февраля был ранен в кисть руки командир дивизии полковник Свиклин. Наступление 54-й армии захлебнулось на рубеже ручья Лезно.
До ноября 1943 года держала оборону по реке Волхов, отведена в резерв.
Вероятно, принимала участие в последних боях в ходе Новгородско-Лужской операции, затем держала оборону на рубеже Псковско-Островского укреплённого района.
С апреля 1944 года принимает участие в Псковско-Островской операции, после операции передана в состав 4-й ударной армии, принимает участие в Полоцкой операции c 29.06.1944 года по 05.07.1944 года, участвовала в непосредственном освобождении Полоцка, затем в июле-августе участвует в Режицко-Двинской операции, принимает участие в освобождении Даугавпилса 27.07.1944 и Краславы 23.07.1944.
Дивизия, наступая вдоль левого берега реки Западная Двина, 17.08.1944 достигла рубежа Стабураг — Озолини — Крумини — Ширдорн — Личупе, где встретила организованное сопротивление противника. Утром 18.08.1944 дивизия закрепилась на достигнутом рубеже.
В ходе Рижской операции наступает в общем направлении на Ригу с юго-востока, 16.09.1944 года освободила город Яунелгава, затем передислоцирована западнее, в район восточней Мажейкяй.
22 октября 1944 года Указом Президиума Верховного Совета СССР за образцовое выполнение заданий командования в боях с немецкими захватчиками при прорыве обороны противника юго-восточнее города Рига и проявленные при этом доблесть и мужество дивизия награждена орденом Суворова II степени.
05.10.1944 года, с началом Мемельской операции, прорывает оборону в районе города Мажейкяй. Вела бои с окружённой курляндской группировкой противника, 20.12.1944 года выведена в резерв, а 25.12.1944 года направлена на 1-й Белорусский фронт.
С 14.01.1945 года принимает участие в Варшавско-Познанской операции, в этот же день форсировав Вислу и захватив плацдарм в районе населённого пункта Пулько. 17.01.1945 дивизия вошла в Варшаву, затем, продвигаясь с боями вперёд, в начале февраля вышла в район Шнайдемюль, 14.02.1945 освободила город, приняв участие в уничтожении окружённой группировки противника, 16.02.1945 начала штурм также окружённого города Арнсвальде с юга. Дивизию поддерживал 1899-й самоходный артиллерийский полк. К 23.02.1945 года дивизия вышла на рубеж реки Ина, 28.02.1945 года части дивизии переправились через реку. За время боёв февраля 1945 года дивизия потеряла 1636 человек (376 убитыми, 1165 ранеными, 95 по другим причинам).
В ходе Восточно-Померанской операции перешла в наступление в составе ударной группировки фронта 01.03.1945 года, вела тяжёлые бои по прорыву обороны и ликвидации Штеттинской группировки противника, 05.03.1945 приняла участие в освобождении Штаргарда.
20.04.1945 года дивизия захватила город Альтдамм и 21.04.1945 года отдельные подразделения дивизии форсировали Одер, закрепились на дамбе, на участке в полукилометре от вражеской обороны, однако через некоторое время покинули плацдарм. В ходе Берлинской операции наступала севернее Берлина, 03-04.05.1945 года вышла на Эльбу юго-восточней Виттенберга. С 03.05.1945 части дивизии, перейдя на лагерное положение, несли комендантскую службу в занимаемых населённых пунктах.
К 13 июня 1945 года весь личный состав был передан в 75-ю гвардейскую стрелковую дивизию. Военнослужащие старших возрастов были демобилизованы из ВС Союза ССР летом, остальные до осени 1945 года находились в окрестностях города Бляйхероде, а затем — Мюльхаузен юго-западнее Эльбы. Директивой Ставки Верховного Главнокомандования № 267 от 29 мая 1945 года (п.6) 311-я стрелковая дивизия была расформирована и обращена на доукомплектование Группы Советских войск в Германии.

## Состав
- управление
- 1067-й стрелковый полк
- 1069-й стрелковый полк
- 1071-й стрелковый полк
- 855-й артиллерийский полк
- 371-й отдельный истребительно-противотанковый дивизион
- 364-я зенитная батарея (587-й отдельный зенитный артиллерийский дивизион)
- 406-й миномётный дивизион
- 201-я отдельная разведывательная рота
- 595-й отдельный сапёрный батальон
- 760-й отдельный батальон связи (760-я отдельная рота связи)
- 240-й отдельный медико-санитарный батальон
- 393-я отдельная рота химической защиты
- 289-я автотранспортная рота
- 520-я полевая хлебопекарня
- 680-й дивизионный ветеринарный лазарет
- 955-я полевая почтовая станция
- 839-я полевая касса Государственного банка[9]

## В составе
| Дата            | Фронт (округ)           | Армия               | Корпус                 | Примечания  |
| --------------- | ----------------------- | ------------------- | ---------------------- | ----------- |
| 01.08.1941 года | Уральский военный округ | -                   | -                      | формируется |
| 01.08.1941 года | Уральский военный округ | -                   | -                      | формируется |
| 01.09.1941 года | Ленинградский фронт     | 48-я армия          | -                      | -           |
| 01.10.1941 года | Ленинградский фронт     | 4-я армия           | -                      | -           |
| 01.11.1941 года | -                       | 4-я отдельная армия | -                      | -           |
| 01.12.1941 года | Ленинградский фронт     | 54-я армия          | -                      | -           |
| 01.01.1942 года | Ленинградский фронт     | 54-я армия          | -                      | -           |
| 01.02.1942 года | Ленинградский фронт     | 54-я армия          | -                      | -           |
| 01.03.1942 года | Ленинградский фронт     | 54-я армия          | -                      | -           |
| 01.04.1942 года | Ленинградский фронт     | 54-я армия          | -                      | -           |
| 01.05.1942 года | Ленинградский фронт     | 54-я армия          | -                      | -           |
| 01.06.1942 года | Ленинградский фронт     | 54-я армия          | -                      | -           |
| 01.07.1942 года | Волховский фронт        | 54-я армия          | -                      | -           |
| 01.08.1942 года | Волховский фронт        | 54-я армия          | -                      | -           |
| 01.09.1942 года | Волховский фронт        | 54-я армия          | -                      | -           |
| 01.10.1942 года | Волховский фронт        | 54-я армия          | -                      | -           |
| 01.11.1942 года | Волховский фронт        | 54-я армия          | -                      | -           |
| 01.12.1942 года | Волховский фронт        | 54-я армия          | -                      | -           |
| 01.01.1943 года | Волховский фронт        | 54-я армия          | -                      | -           |
| 01.02.1943 года | Волховский фронт        | 54-я армия          | -                      | -           |
| 01.03.1943 года | Волховский фронт        | 54-я армия          | -                      | -           |
| 01.04.1943 года | Волховский фронт        | 54-я армия          | -                      | -           |
| 01.05.1943 года | Волховский фронт        | 54-я армия          | -                      | -           |
| 01.06.1943 года | Волховский фронт        | 54-я армия          | -                      | -           |
| 01.07.1943 года | Волховский фронт        | 54-я армия          | -                      | -           |
| 01.08.1943 года | Волховский фронт        | 54-я армия          | -                      | -           |
| 01.09.1943 года | Волховский фронт        | -                   | 6-й стрелковый корпус  | -           |
| 01.10.1943 года | Волховский фронт        | 54-я армия          | -                      | -           |
| 01.11.1943 года | Волховский фронт        | 54-я армия          | -                      | -           |
| 01.12.1943 года | Резерв Ставки ВГК       | 21-я армия          | 99-й стрелковый корпус | -           |
| 01.01.1944 года | Резерв Ставки ВГК       | 21-я армия          | 99-й стрелковый корпус | -           |
| 01.02.1944 года | Волховский фронт        | 8-я армия           | 99-й стрелковый корпус |             |
| 01.03.1944 года | Ленинградский фронт     | 54-я армия          | 99-й стрелковый корпус | -           |
| 01.04.1944 года | Ленинградский фронт     | -                   | 99-й стрелковый корпус | -           |
| 01.05.1944 года | 3-й Прибалтийский фронт | 54-я армия          | 7-й стрелковый корпус  | -           |
| 01.06.1944 года | 3-й Прибалтийский фронт | 54-я армия          | 7-й стрелковый корпус  | -           |
| 01.07.1944 года | 1-й Прибалтийский фронт | -                   | 14-й стрелковый корпус | -           |
| 01.08.1944 года | 2-й Прибалтийский фронт | 4-я ударная армия   | 14-й стрелковый корпус | -           |
| 01.09.1944 года | 1-й Прибалтийский фронт | 4-я ударная армия   | 14-й стрелковый корпус | -           |
| 01.10.1944 года | 1-й Прибалтийский фронт | 4-я ударная армия   | 14-й стрелковый корпус | -           |
| 01.11.1944 года | 1-й Прибалтийский фронт | 4-я ударная армия   | 60-й стрелковый корпус | -           |
| 01.12.1944 года | 1-й Прибалтийский фронт | 61-я армия          | 60-й стрелковый корпус |             |
| 01.01.1945 года | 1-й Белорусский фронт   | 61-я армия          | 89-й стрелковый корпус | -           |
| 01.02.1945 года | 1-й Белорусский фронт   | 61-я армия          | 89-й стрелковый корпус | -           |
| 01.03.1945 года | 1-й Белорусский фронт   | 61-я армия          | 89-й стрелковый корпус | -           |
| 01.04.1945 года | 1-й Белорусский фронт   | 61-я армия          | 89-й стрелковый корпус | -           |
| 01.05.1945 года | 1-й Белорусский фронт   | 61-я армия          | 89-й стрелковый корпус | -           |

## Командование дивизии

### Командиры
- Гогунов, Иван Семёнович (14.07.1941 — 21.08.1941), полковник (снят с должности за неудачные боевые действия дивизии под г. Чудово и понижен до командира 1062-го стрелкового полка[10]);
- Орленко, Тимофей Семёнович (22.08.1941 — 16.09.1941), полковник;
- Пархоменко, Фёдор Назарович (17.09.1941 — 30.11.1941), генерал-майор;
- Бияков, Сергей Тимофеевич (01.12.1941 — 27.04.1942), полковник;
- Золотарёв, Василий Иванович (28.04.1942 — 03.12.1942), полковник;
- Свиклин, Теодор-Вернер Андреевич (04.12.1942 — 21.02.1943), полковник;
- Андреев, Фёдор Изотович (22.02.1943 — 06.04.1943), полковник;
- Владимиров, Борис Александрович (07.04.1943 — 08.06.1945), полковник, с 02.11.1944 генерал-майор.
- Новиков, Тимофей Яковлевич (09.06.1945 — 14.06.1945), полковник.

### Начальники штаба
- Старунин, Александр Иванович
- Золотарёв Василий Иванович
- Торжков Владимир Александрович
- Кованов Дмитрий Петрович
- Никонов Виктор Иванович
- Новиков Тимофей Яковлевич

## Награды и наименования
| Награда (наименование)         | Дата            | За что награждена |
| ------------------------------ | --------------- | --- |
| Почётное наименование Двинская | 9.08.1944 года  | почётное наименование присвоено приказом Верховного Главнокомандующего № 0253 от 9 августа 1944 года в ознаменование одержанной победы и за отличие в боях за освобождение Двинска                                                                     |
| Орден Красного Знамени         | 26.04.1945 года | награждена указом Президиума Верховного Совета СССР от 26 апреля 1945 года за образцовое выполнение заданий командования в боях с немецкими захватчиками при овладении городами Штаргард, Наугард, Польцин и проявленные при этом доблесть и мужество. |
| Орден Суворова II степени      | 22.10.1944 года | За образцовое выполнение заданий командования в боях с немецкими захватчиками при прорыве обороны противника юго-восточнее города Рига и проявленные при этом доблесть и мужество                                                                      |

Награды частей дивизии:
- 1067-й стрелковый ордена Александра Невского[13] полк
- 1069-й стрелковый Краснознаменный[14] ордена Александра Невского[15] полк
- 1071-й стрелковый Александра Невского[15] полк
- 855-й артиллерийский Померанский[16] полк
- 371-й отдельный истребительно-противотанковый ордена Красной Звезды[17] дивизион
- 595-й отдельный сапёрный ордена Красной Звезды[17] батальон
- 760-й отдельный ордена Красной Звезды[17] батальон связи

## Отличившиеся воины дивизии

Плита с номером 311 сд в д. Бор Волховского района Ленинградской области.

| Награда | Ф. И. О.                          | Должность                                                     | Звание           | Дата награждения                                          | Примечания          |
| ------- | --------------------------------- | ------------------------------------------------------------- | ---------------- | --------------------------------------------------------- | ------------------- |
|         | Алёшин, Пётр Николаевич           | разведчик 201-й отдельной разведывательной роты               | рядовой          | перенагражден орденом Славы I степени 27 марта 1965 года. |                     |
|         | Баскаков, Иван Петрович           | Командир миномётного расчёта 1071-го стрелкового полка        | сержант          | 22.08.1944 07.11.1944 31.05.1945                          |                     |
|         | Богданов, Пётр Дмитриевич         | Командир роты 1069-го стрелкового полка                       | лейтенант        | 27.02.1945                                                |                     |
|         | Будьков, Константин Александрович | командир 1-го стрелкового батальона 1071-го стрелкового полка | майор            | 27.02.1945                                                |                     |
|         | Владимиров, Борис Александрович   | Командир дивизии                                              | генерал-майор    | 06.04.1945                                                |                     |
|         | Дудин, Николай Михайлович         | разведчик 201-й отдельной разведывательной роты               | рядовой          | 15.05.1946                                                |                     |
|         | Кадров, Дмитрий Пантелеевич       | старшина сапёрной роты 595-го отдельного сапёрного батальона  | старший сержант  | 15.05.1946                                                |                     |
|         | Калинин, Александр Андреевич      | Заместитель политрука 201-й отдельной разведывательной роты   | младший политрук | 06.02.1942                                                |                     |
|         | Корнеев, Пётр Михайлович,         | командир отделения 201-й отдельной разведывательной роты      | старший сержант  | 15.05.1946                                                |                     |
|         | Маматов, Демьян Прохорович        | командир батальона 1069-го стрелкового полк                   | капитан          | 27.02.1945                                                | посмертно           |
|         | Михайлов, Иван Михайлович         | Сапёр 1067-го стрелкового полка                               | рядовой          | 03.10.1944 21.03.1945 15.05.1946                          |                     |
|         | Орёл, Степан Фёдорович            | стрелок 1069-го стрелкового полка                             | красноармеец     | 31.05.1945                                                | посмертно           |
|         | Семирадский, Александр Антонович  | Командир батальона 1071-го стрелкового полка                  | майор            | 27.02.1945                                                | награждён посмертно |
|         | Сидоров, Александр Иванович       | Командир стрелковой роты 1071-го стрелкового полка            | лейтенант        | 18.04.1945                                                | награждён посмертно |
|         | Сокольский, Игорь Александрович   | комсорг 2-го батальона 1067-го стрелкового полка              | лейтенант        | 27.02.1945                                                |                     |
|         | Хабибуллин, Заки Хабибуллович     | Командир 1069-го стрелкового полка                            | подполковник     | 27.02.1945                                                |                     |

## Память
- Мемориал воинам 311-й стрелковой дивизии открыт 26 июня 2020 года в Слободском Кировской области (автор проекта — Даниил Мамин)[18].
- Музей народной памяти 311-й стрелковой дивизии создан инициативной группой потомков воинов дивизии в Слободском Кировской области.
- Мемориальные знаки с номером дивизии установлены в местах боевых действий Ленинградской области.